# Троценко, Геннадий Павлович
Генна́дий Па́влович Троце́нко (род. 2 января 1948) — советский и российский дипломат. Чрезвычайный и полномочный посланник 1 класса (2009).

## Биография
Окончил МГИМО МИД СССР (1971). На дипломатической работе с 1971 года. Владеет урду, английским, немецким и французским языками. Кандидат исторических наук.
- В 1990—1993 годах — консул Генерального консульства СССР, затем (с 1991) России в Карачи (Пакистан).
- В 1997—2001 годах — советник-посланник посольства России в Народной Республике Бангладеш.
- С августа 2001 по август 2004 года — заместитель директора Третьего департамента Азии МИД России.
- С августа 2004 по сентябрь 2006 года — заместитель директора Второго департамента Азии МИД России.
- С 21 сентября 2006 по 1 февраля 2012 года — чрезвычайный и полномочный посол России в Бангладеш[1][2].

## Дипломатический ранг
- Чрезвычайный и полномочный посланник 2 класса (13 января 2001)[3].
- Чрезвычайный и полномочный посланник 1 класса (11 марта 2009)[4].